# Didesmus aegyptius
Didesmus aegyptius là một loài thực vật có hoa trong họ Cải. Loài này được (L.) Desv. mô tả khoa học đầu tiên năm 1814.